# Roswell Smith
Roswell Smith (* 30. März 1829 in Lebanon (Connecticut); † 19. April 1892) war ein US‑amerikanischer Rechtsanwalt und Verleger.

## Leben
Nach dreijähriger Lehre im Schulbuchverlag seines Onkels, Roswell C. Smith, in New York City nahm der 17-Jährige ein Studium der englischen Sprache an der Brown University in Providence (Rhode Island) auf. Nach erfolgreichem Abschluss begann er eine Ausbildung in der renommierten Anwaltskanzlei von Thomas C. Perkins in Hartford (Connecticut). Als fertiger Anwalt ließ er sich in Lafayette (Indiana) nieder.
Im Jahr 1851 heiratete er dort Annie Ellsworth (1826–1900), die sechs Jahre zuvor mit ihrer Familie ebenfalls dorthin gezogen war. Das Ehepaar zog in ein Haus namens „Cedar Cottage“ (deutsch „Zedern-Häuschen“). Sie bekamen sechs Kinder, darunter den Sohn Van C. Smith, späterer Geschäftsmann in Omaha (Nebraska). Zusammen mit seinem Geschäftspartner Aaron Wilburn errichtete er im Jahr 1869 zwei Gebäude aus Lehmziegeln im Südosten des US-Bundesstaats New Mexico und benannte diese winzige Ansiedlung nach dem Vornamen seines Vaters. Gleichzeitig wurde damit der Grundstein gelegt für die heutige Stadt Roswell (New Mexico), die mit nun rund 50.000 Einwohnern die fünftgrößte Stadt des Bundesstaates ist.
Im Jahr 1881 erwarb Roswell Smith das Century Magazine, eine illustrierte literarische und politische Monatszeitschrift, die in New York erschien, und wurde deren Verleger.
Roswell Smith wurde 63 Jahre alt.